# بوربادي (بهمئي غرمسيري الشمالي)
بوربادي (بالفارسية: بوربادی) هي قرية تقع في إيران في قسم بهمئي غرمسیري الشمالي الريفي. يقدر عدد سكانها بـ 213 نسمة بحسب إحصاء 2016.